# Microdebilissa bipartita
Microdebilissa bipartita is een keversoort uit de familie van de boktorren (Cerambycidae). De wetenschappelijke naam van de soort werd voor het eerst geldig gepubliceerd in 1925 door Maurice Pic.